# Lingua ngatikese
Il Ngatikese è una lingua creola dell'isoletta Ngatik appartenente a Pohnpei uno degli Stati Federati di Micronesia. Il ngatikese, come vocabolario, appartiene alle lingue austronesiane e per la scrittura viene usato l'alfabeto latino. La sua nascita risale al massacro della popolazione maschile di Ngtatik nel 1837 da commercianti britannici.